# راسيل فرازير
راسيل فرازير هو مهندس وسياسي كندي، ولد في 1 مارس 1934 في فانكوفر في كندا.